# Joartigasia rubriventris
Joartigasia rubriventris là một loài ruồi trong họ Asilidae. Joartigasia rubriventris được Hermann miêu tả năm 1912. Loài này phân bố ở vùng Tân nhiệt đới.